# قلعه کهنه خان خروین
قلعه کهنه خان خروین مربوط به سدهٔ ۴–۷ و دوره قاجار است و در شهرستان نیشابور، دهستان اردوغش، ۵۰۰ متری شمال روستای خرو سفلی واقع شده و این اثر در تاریخ ۶ اسفند ۱۳۸۵ با شمارهٔ ثبت ۱۷۴۳۲ به‌عنوان یکی از آثار ملی ایران به ثبت رسیده است.